# Berghäggmispel
Berghäggmispel (Amelanchier ovalis) är en rosväxtart. Berghäggmispel ingår i släktet häggmisplar, och familjen rosväxter.
Blomman är gräddvit.

## Underarter
Arten delas in i följande underarter:
- A. o. cretica
- A. o. integrifolia
- A. o. ovalis
- A. o. libanotica

## Bildgalleri

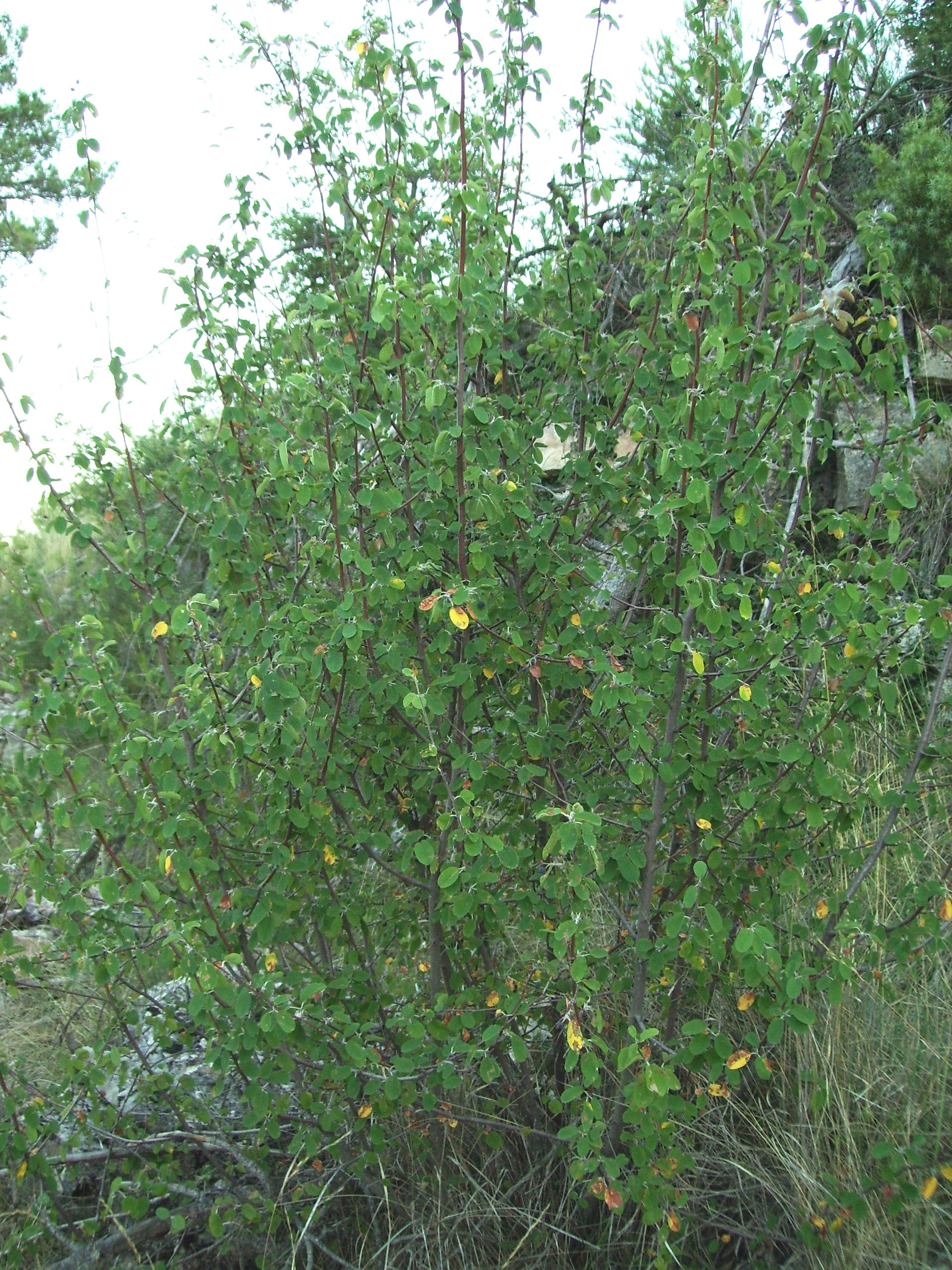
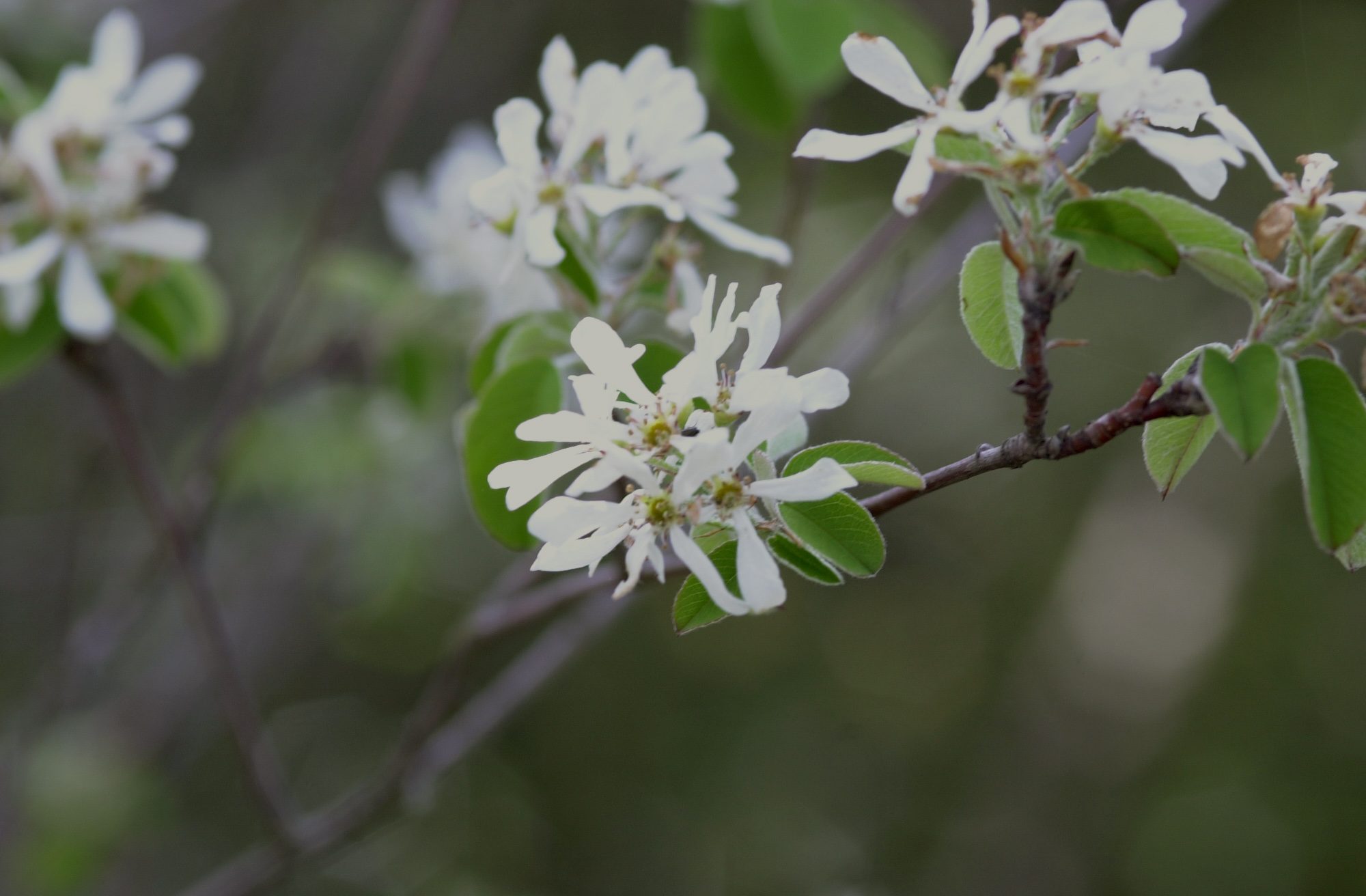
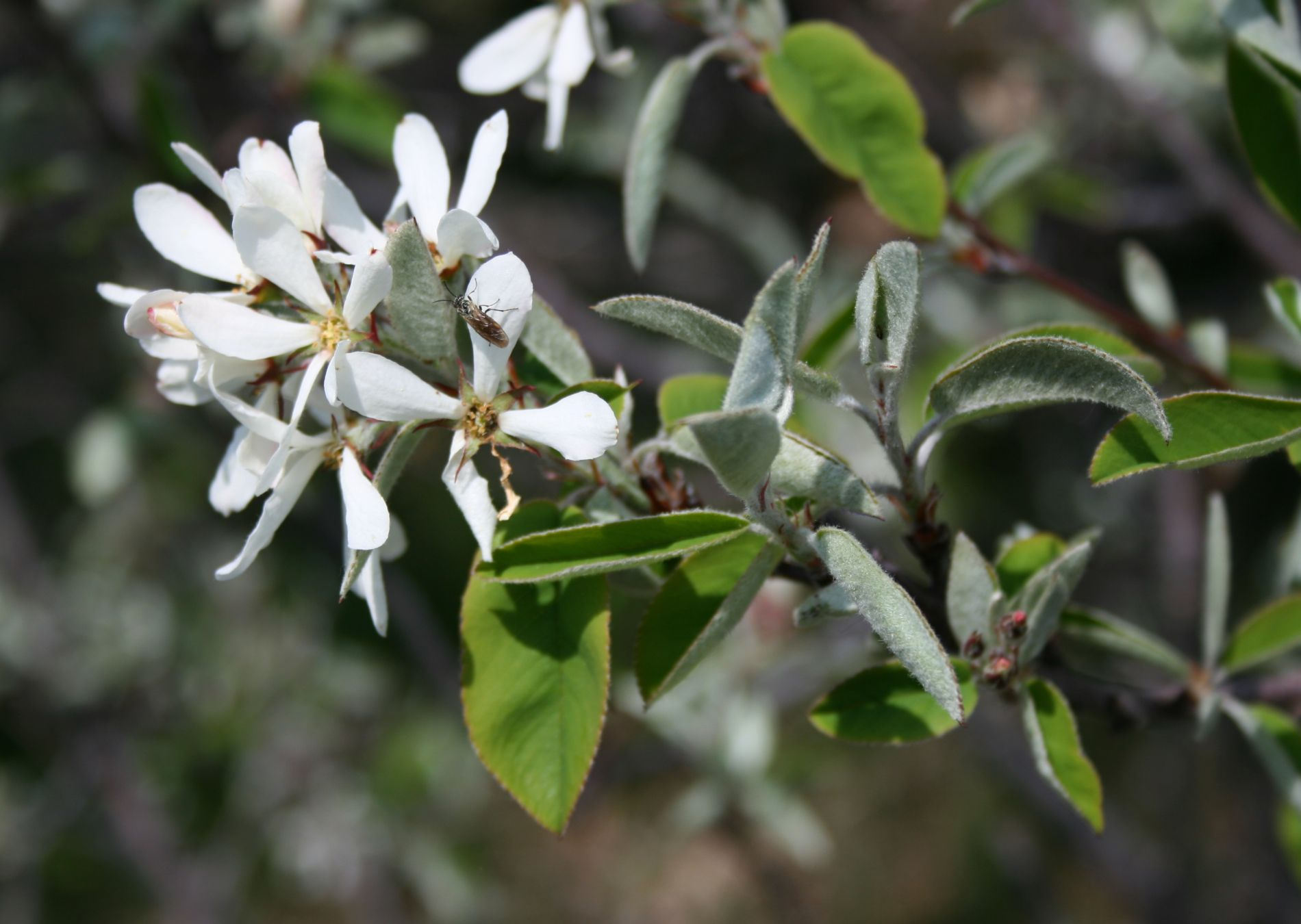
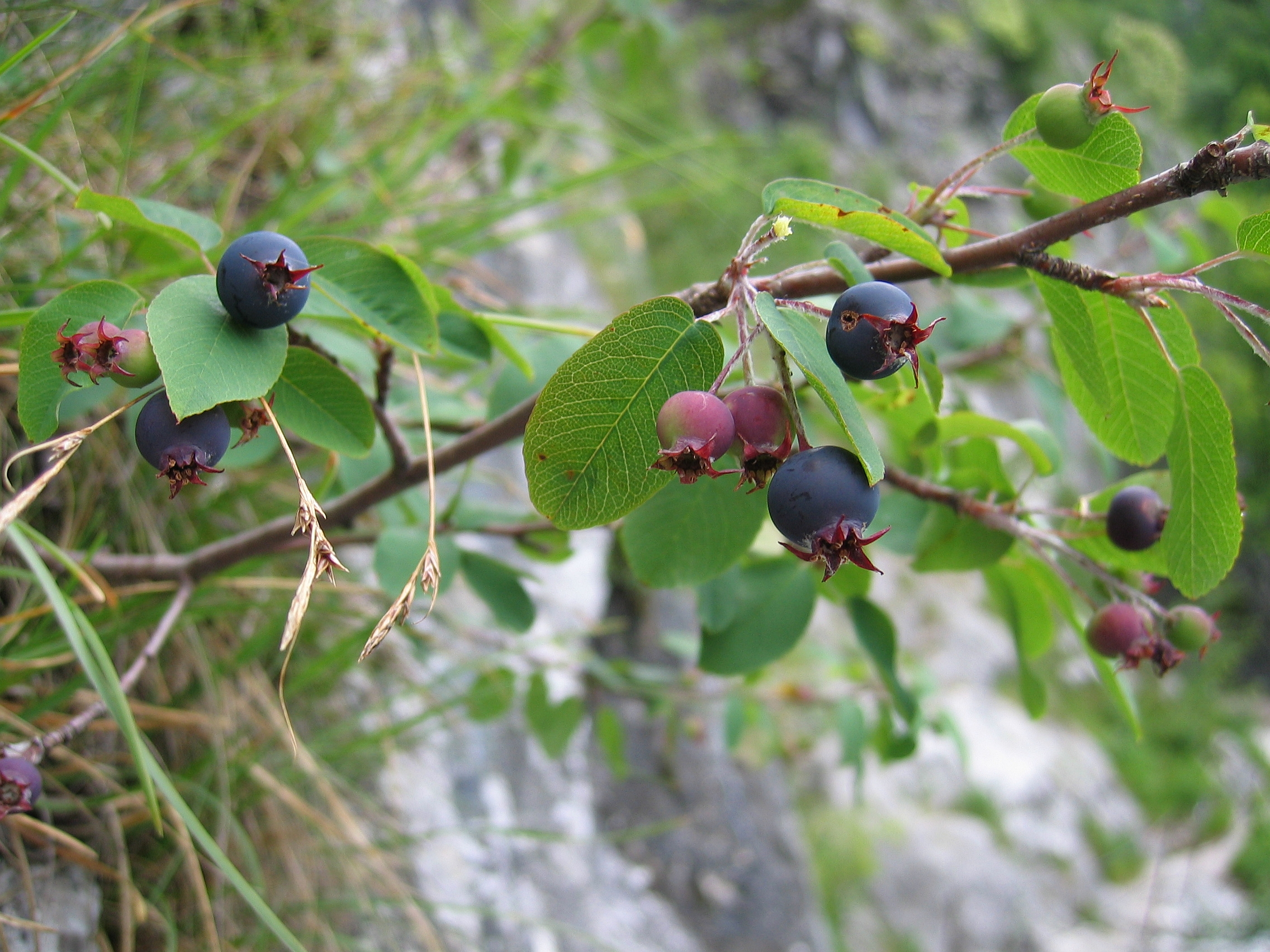
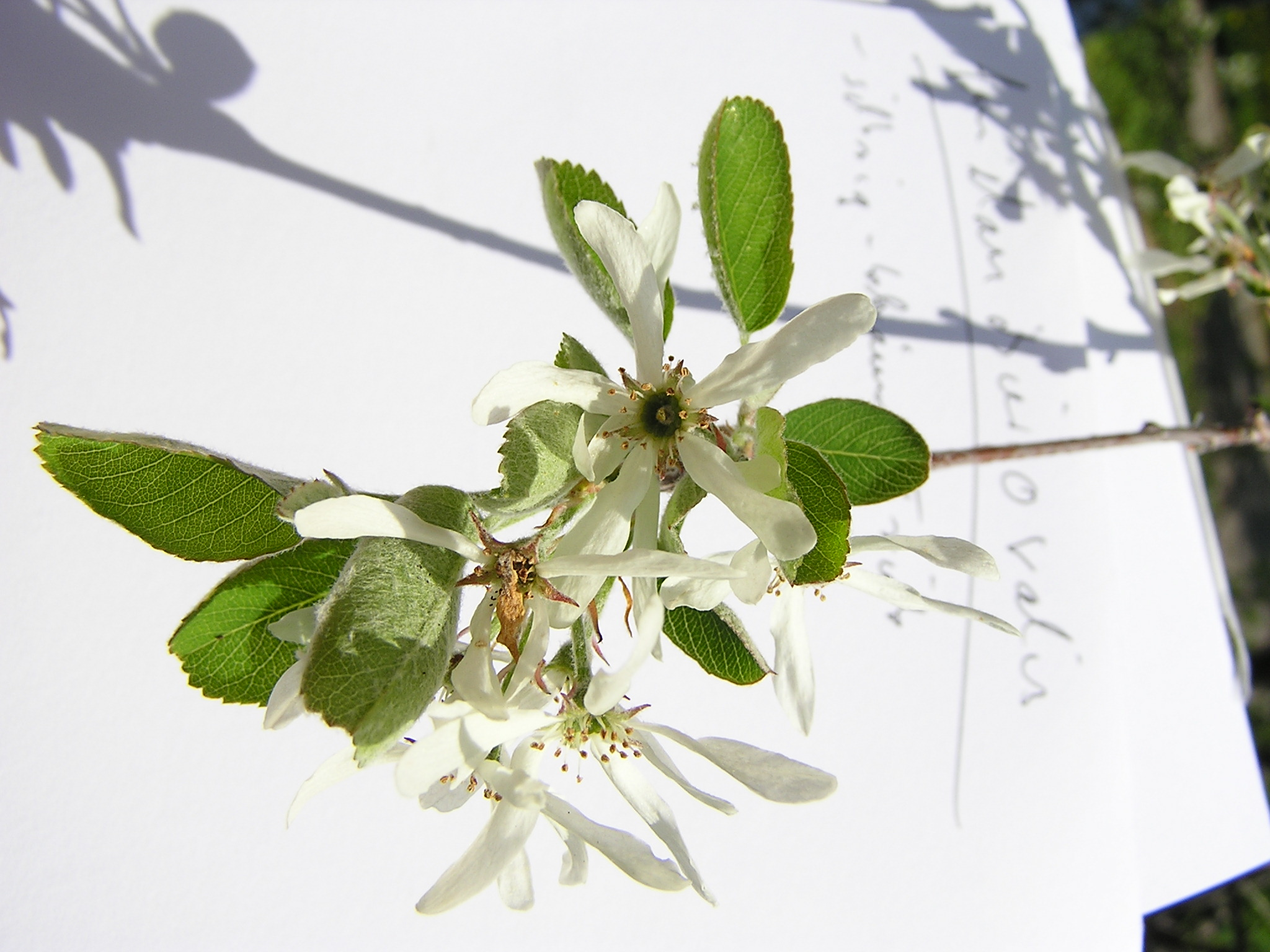
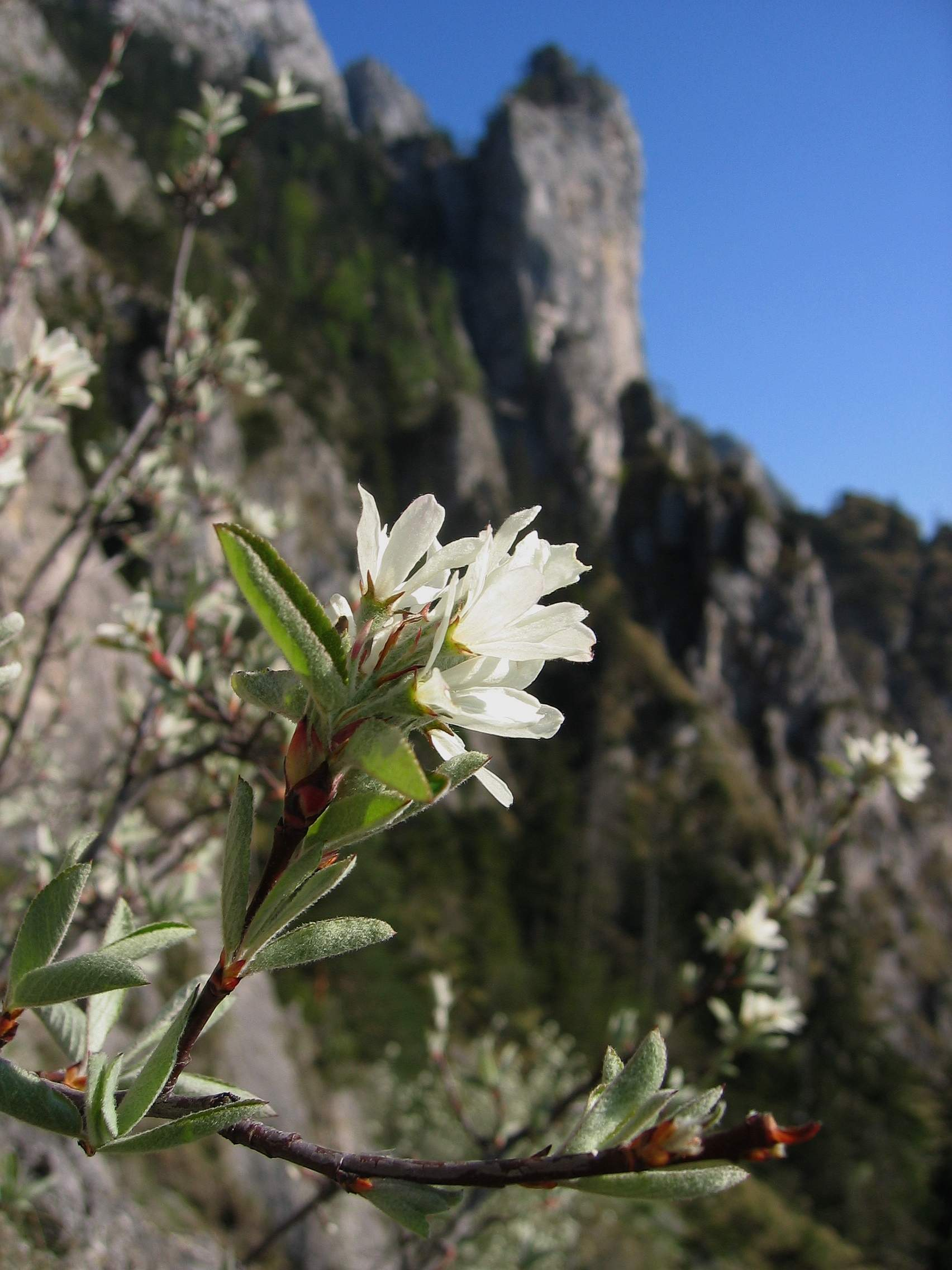